# Diasiorja
Diasiorja (ros. Диасёръя) – wieś (dieriewnia) w Rosji, w Republice Komi, w rejonie ust-kułomskim. W 2010 liczyła 426 mieszkańców.